# José Alejandro Aguilar
José Alejandro Aguilar Gutiérrez es un futbolista mexicano que juega de mediocampista en CF La Piedad de México. 
Ha vestido las camisetas de diversos clubs, entre los que se encuentra el Tiburones Rojos de Veracruz y El Tanque Sisley.

## Clubes
| Club                        | País    | Año       |
| --------------------------- | ------- | --------- |
| Pumas Morelos               | México  | 2005-2009 |
| Tiburones Rojos de Veracruz | México  | 2009-2010 |
| Pumas Morelos               | México  | 2010      |
| El Tanque Sisley            | Uruguay | 2010      |
| Tiburones Rojos de Veracruz | México  | 2011      |
| CF La Piedad                | México  | 2011-     |